# Bonnes conditions agricoles et environnementales
Les bonnes conditions agricoles et environnementales (BCAE) sont en Europe et dans le cadre de la politique agricole commune (PAC) l'un des deux principaux critères de conditionnalité des aides financières européennes allouées à l'agriculture, le second critère étant les « Exigences réglementaires en matière de gestion (ERMG) ».
Il s'agit d'une série de « normes » concernant la préservation des sols et l’entretien minimal des terres.
Ces normes sont subsidiairement définies par les États membres de l'Union européenne sur la base du cadre défini à l’annexe IV du règlement (CE) no 1782/2003, ainsi que sur la base des obligations relatives aux pâturages permanents. L'Union européenne désigne par pâturages permanents les terres consacrées à la production d’herbe et d’autres plantes fourragères herbacées, qui ne font pas partie du système de rotation des cultures d’une exploitation depuis cinq ans ou davantage et dont la pérennité est un des éléments des BCAE. 

## Histoire
La PAC créée en 1957 a été progressivement mise en place à partir de 1962.
Elle a dans un premier temps indirectement mais significativement contribué à encourager une agriculture intensive et certaines dégradations de l'environnement (introduction de nitrates, phosphates, pesticides dans les sols et érosion accrue des sols). 
Le législateur européen a donc modifié (par la réforme de 2003) les conditions d'octroi des aides, qui ne sont plus depuis cette réforme liées à la production mais attribuées par hectare, et avec une conditionnalité intégrant le respect des lois du pays, et le respect des normes européennes  en matière d’environnement, de sécurité des aliments, de santé et de bien-être des animaux et de « bonnes conditions agricoles et environnementales dans les organisations communes des marchés ».

En effet, le traité de Maastricht implique que l'Europe ne finance pas d'activités dégradant l'environnement si ces dernières n'étaient pas justifiées et accompagnées des mesures de réparation ou de compensation ; et la réforme intermédiaire de 2009 (bilan de santé) a confirmé cette direction. 
La conditionnalité des aides compensatrices PAC a ainsi évolué vers une meilleure prise en compte des biens publics et en particulier des services écosystémiques au travers de critères d'éligibilité et d'« Écoconditionnalité » mis en place et contrôlé par chaque État. Selon C. Dupraz, l'agriculture évolue d'une approche par l'exploitation et parfois la surexploitation vers une perspective à long terme de gestion d’écosystèmes cultivés , (agroécologie).

## Limites et critiques
La cour des comptes européenne ne remet pas en cause le principe des BCAE et confirme son bien-fondé, rappelant en 2008 que « la conditionnalité est un élément essentiel de la PAC qui est d’application depuis 2005.  Elle lie la plupart des paiements au titre de la PAC  au respect de certaines règles dans les domaines de l’environnement, de la santé et du bien- être des animaux ».  En 2008, sur la base d’un audit  fait au siège de la Commission et dans un échantillon de sept États membres (Grèce, France, Pays-Bas, Pologne, Portugal, Slovénie et Finlande, avec visites de terrain   septembre à  novembre 2007), cette même cour des comptes a produit un rapport intitulé  " "La conditionnalité est-elle efficace", mais la cour juge qu'il n'est pas respecté. 
La cour note : 
- « Les  États membres disposent d’une grande latitude pour définir les obligations imposées aux agriculteurs, notamment dans le cas des normes des BCAE. Lorsque la conditionnalité et les mesures agroenvironnementales s’appliquent au même objet (éléments du paysage, biodiversité, etc.), le niveau des obligations agroenvironnementales et, par suite, leurs effets, sont déterminés par le niveau des obligations en matière de conditionnalité »[6].
- cette conditionnalité est subsidiairement très diversement appliquée selon les États membres[7]
- après 11 633 contrôles de la directive Oiseaux et 14 896 contrôles de la directive Habitats faits dans 4 États membres, aucune infraction à la conditionnalité des aides n’avait été relevée. Ces chiffres font conclure que les États membres transmettent vraisemblablement à la Commission des données non fiables et surestimant la conformité aux règles européennes.

Plus récemment la cour a également relevé que de l’argent avait été indument versé à certains agriculteurs alors que leur État membre n'avait pas relevé qu'ils ne respectaient pas les critères de BCAE.

## Cadre juridique
- Règlement du Conseil N° 1782/2003 du Conseil du 29 septembre 2003 établissant des règles communes pour les régimes de soutien direct dans le cadre de la politique agricole commune et établissant certains régimes de soutien en faveur des agriculteurs et modifiant les règlements (CEE) n° 2019/93, (CE) n° 1452/2001, (CE) n° 1453/2001, (CE) n° 1454/2001, (CE) n° 1868/94, (CE) n° 1251/1999, (CE) n° 1254/1999, (CE) n° 1673/2000, (CEE) n° 2358/71 et (CE) n° 2529/2001 (JO L 270 du 21.10.2003, p. 1) ;
- Règlement de la Commission : règlement (CE) n° 796/2004 de la Commission du 21 avril 2004 portant modalités d’application de la conditionnalité, de la modulation et du système intégré de gestion et de contrôle prévus par le règlement (CE) n° 1782/2003 (JO L 141 du 30.4.2004, p. 18) ;
- Réglementation subsidiairement adoptée par les États-membres : en France, articles D. 615-46 à D. 615-51 du code rural et de la pêche maritime[9], et arrêté du 24 avril 2015 relatif aux règles de bonnes conditions agricoles et environnementales (BCAE)[10], prévoyant notamment le maintien des mares, bosquets et haies.
- Premier pilier de l'Union européenne

#### Concernant l'Union européenne
- Communication de la Commission au Parlement européen, au Conseil, au Comité économique et social européen et au Comité des Régions - La PAC à l'horizon 2020 : Alimentation, ressources naturelles et territoire - relever les défis de l'avenir, COM(2010) 672, 18 novembre 2010
- Philippe Burny et José Renard, « La Politique agricole commune : des origines à aujourd'hui », sur Collège Belgique, 2008

#### Concernant le droit dérivé de la PAC
- Règlement  n° 1782/2003 du Conseil établissant des règles communes pour les régimes de soutien direct dans le cadre de la politique agricole commune et établissant certains régimes de soutien en faveur des agriculteurs et modifiant les règlements (CEE) n° 2019/93, (CE) n° 1452/2001, (CE) n° 1453/2001, (CE) n° 1454/2001, (CE) n° 1868/94, (CE) n° 1251/1999, (CE) n° 1254/1999, (CE) n° 1673/2000, (CEE) n° 2358/71 et (CE) n° 2529/2001, 32003R1782, adopté le 29 septembre 2003, JO du 21 octobre 2003, p. 1-69, entré en vigueur le 21 octobre 2003  [consulter en ligne, notice bibliographique]
- Rectificatif au Règlement  n° 1782/2003 du Conseil établissant de règles communes pour les régimes de soutien direct dans le cadre de la politique agricole commune et établissant certains régimes de soutien en faveur des agriculteurs et modifiant les règlements (CEE) n° 2019/93, (CE) n° 1452/2001, (CE) n° 1453/2001, (CE) n° 1454/2001, (CE) n° 1868/94, (CE) n° 1251/1999, (CE) n° 1254/1999, (CE) n° 1673/2000, (CEE) n° 2358/71 et (CE) n° 2529/2001, 32003R1782R(02), adopté le 31 mars 2004, JO du 31 mars 2004, p. 70-71  [consulter en ligne, notice bibliographique]